# Shigeru Chiba
Pour les articles homonymes, voir Chiba (homonymie).
Shigeru Chiba (千葉 繁, Chiba Shigeru), né le 4 février 1954 à Kikuchi dans la préfecture de Kumamoto, est un seiyū.

## Rôles notables
- Someji Kawamoto dans March Comes in like a Lion
- Rei Ichidō dans Le collège fou fou fou
- Shigeo Shiba dans Patlabor
- Megane dans Urusei yatsura
- Père de Ryunosuke dans Urusei Yatsura (2022)
- Yotsuya dans Maison Ikkoku
- Dejavu dans Gu-Gu Ganmo
- Sasuke Sarugakure dans Ranma ½
- Lamp dans Metropolis
- Vector dans Gunnm
- Kusakari-Otoko dans Mon voisin Totoro
- Pilaf dans Dragon Ball
- Raditz dans Dragon Ball Z
- Pilaf dans Dragon Ball Super
- Megatron dans Beast Wars
- Baggy le Clown dans One Piece
- Kuwabara dans Yû yû hakusho
- Uncle Postman dans Aria
- Manto & Kikugoro dans Tengai Makyō
- Don Kanonji dans Bleach
- Kefka Palazzo dans Dissidia: Final Fantasy
- Dampierre dans SoulCalibur V
- Kibidango dans Super Mario Bros. : Peach-Hime Kyushutsu Dai Sakusen!
- Matsunaga Hisahide dans Nioh
- Sebas Tian  Overlord
- Hojo dans Final Fantasy VII Remake
- Jigoro Kuwajima dans Demon Slayer: Kimetsu no Yaiba
- Jogo dans Jujutsu Kaisen
- Yoshihiro Kira dans JoJo's Bizarre Adventure